# 양전닝 이론물리학 연구소
양전닝 이론물리학 연구소(the C.N. Yang Institute for Theoretical Physics, YITP)는 뉴욕 주립 대학교 스토니브룩의 연구 센터이다. 1965년, 당시 총장이었던 J.S. 톨과 물리학부 학부장 T.A.폰드는 이론물리학 연구소를 세우고, 당시 프린스턴 고등연구소에 있던 저명한 물리학자 양전닝(Chen Ning Yang)을 알베르트 아인슈타인 물리학 석좌교수로 초빙하였다.
이 연구 센터는 보통 YITP라는 약칭으로 불리지만, 일본의 교토 대학 기초 물리학 연구소 또한 그 약칭을 YITP로 쓰기 때문에 혼동될 염려가 있다. YITP는 이 연구소의 전신인 유카와 이론물리학 연구소(Yukawa Institute for Theoretical Physics)에서 유래한다.
이 연구소의 주된 연구 분야는 장의 양자론, 끈이론, 수리물리학 그리고 통계역학이다.
1967년에 세워진 이래, 2017년에 50주년을 맞이하였다. 그 동안, YITP는 여러 분야에서 중요한 결과를 냈으며, 가장 주목할 만한 것은 1976년에 당시 이곳에서 근무하고 있던 페터 반 니우벤호이젠, 대니얼 Z. 프리드먼, 세르히오 페라라에 의해 초중력 이론이 정립되었던 것이었다.

## 저명한 재직 연구자
- 알렉산드르 자몰롯치코프